# Глинянка (річка)
Глинянка — річка  в Україні, у Звягельському  районі Житомирської області. Права притока  Случі (басейн Дніпра ).

## Опис
Довжина річки приблизно 6,7 км.

## Розташування
Бере  початок на південному сході від села Вершниці. Тече переважно на північний захід понад Кущовим і на північному сході від Олександрівки впадає у річку Случ, праву притоку Горині.